# Borovikove
Borovikove (ukránul: Боровикове) falu Ukrajnában, a Cserkaszi terület Zvenihorodkai járásában. A járási központtól, Zvenihorodkától 20 km-re északkeletre fekszik. Saját községi tanáccsal rendelkezik, melynek a szomszédos Jurkove falu is alá van rendelve. Lakossága a 2001-es népszámlálás idején 331 fő volt.

## Története
A falu első írásos említése Tarasz Sevcsenkótól származik, aki a Hajdamaki című költeményében említi. A műben említett, a faluhoz kötödő esemény 1768-ban játszódik. A falu neve első lakóitól, a Borovikoktól (Andrij és Szemen Borovik) ered. 1885-ben az egy Engelhardt nevű birtokos birtokában lévő településen 100 porta volt. 1864 májusában Voroncov-daskov gróf vásárolta meg, aki 1900-ban továbbadta a földeket és az ingóságokat M. O. Terescsenkónak. 1908-ban a zemsztvo költségére iskolát építettek a faluban.